# Henry Trevor (21e baron Dacre)
Henry Otway Trevor, 21e baron Dacre, (27 juillet 1777 - 2 juin 1853) est un militaire et pair héréditaire britannique.

## Biographie

### Jeunesse
Il est né Henry Otway Brand, il est le deuxième fils de Thomas Brand (junior) (en) et de son épouse la 19e baronne Dacre.

### Vie adulte
Il combat, en 1807, à Copenhague et commande le 1er bataillon des Coldstream Guards pendant la Guerre d'indépendance espagnole, combattant à Salamanque, Talavera et Buçaco. En 1815, il est nommé Compagnon de l'Ordre du Bain. Il hérite des domaines de son cousin, John Trevor-Hampden, 3e vicomte Hampden, en 1824, et change son nom de famille de « Brand » en « Trevor ». Il hérite, en 1851, du titre de son frère sans enfant et devient également général cette année-là. À la mort de Lord Dacre en 1853, son titre passe à son fils aîné, Thomas Trevor, 22e baron Dacre.

#### Chambre des lords
Il succède à son frère Thomas Brand, 20e baron Dacre à la Chambre des lords. Il ne semble pas avoir siégé prit part aux débats.

## Famille
Il épouse, le 24 août 1806, Pyne Crosbie (1780-1844), fille Maurice Crosbie et de Pyne Cavendish. Ils ont six enfants :

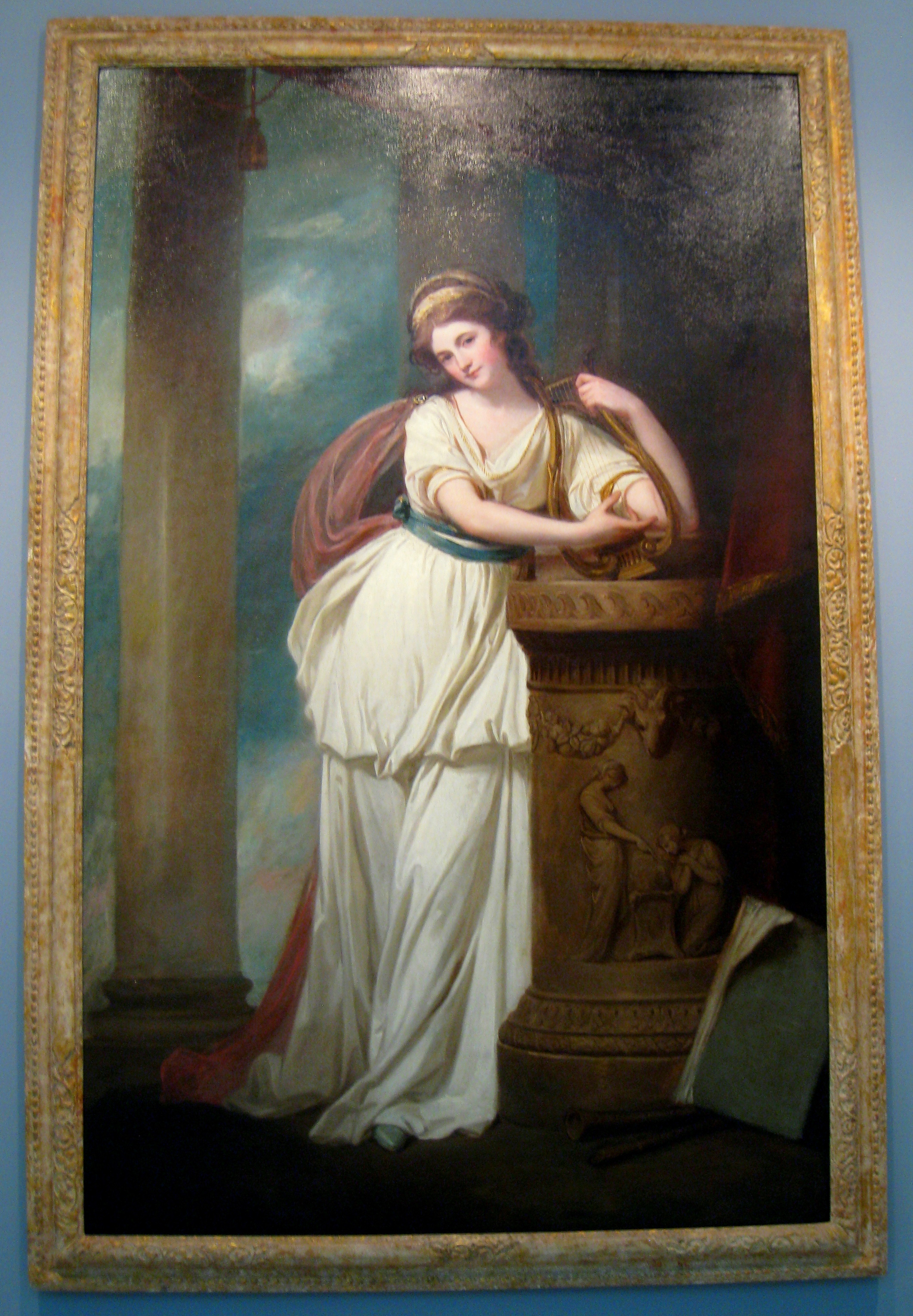
Pyne Crosbie, alias l'hon. Madame. Trevor, alias l'hon. Mme Brand, aka Lady ou Baroness Dacre, par George Romney, 1779.

- Julia Brand (1806 – 13 octobre 1858) épouse Samuel Charles Whitbread (16 février 1892 – 22 mai 1879), dont descendance ;
- Pyne Jesse Brand (? – 3 mars 1872) épouse Sir John Henry Cotterell (15 avril 1800 – 3 janvier 1834), dont descendance ;
- Gertrude Brand (1807 – 30 août 1883) épouse George Seymour (21 septembre 1797 – 2 février 1880), dont descendance ;
- Thomas Trevor, 22e baron Dacre) (5 décembre 1808 – 26 février 1890) épouse Susan Sophia Cavendish (1er mars 1817 – 13 août 1896), sans descendance ;
- Frederica Mary Jane (1812 – 21 janvier 1873), célibataire, sans enfants ;
- Henry Brand, 1er vicomte Hampden (24 décembre 1814 – 14 mars 1892) épouse Elizabeth Georgina Ellice (8 septembre 1817 – 9 mars 1899), dont descendance.

## Distinctions

### Décorations
- Compagnon de l'Ordre du Bain (1815)
- Médaille d'or de l'armée
- Médaille du service général militaire